# Дорваль

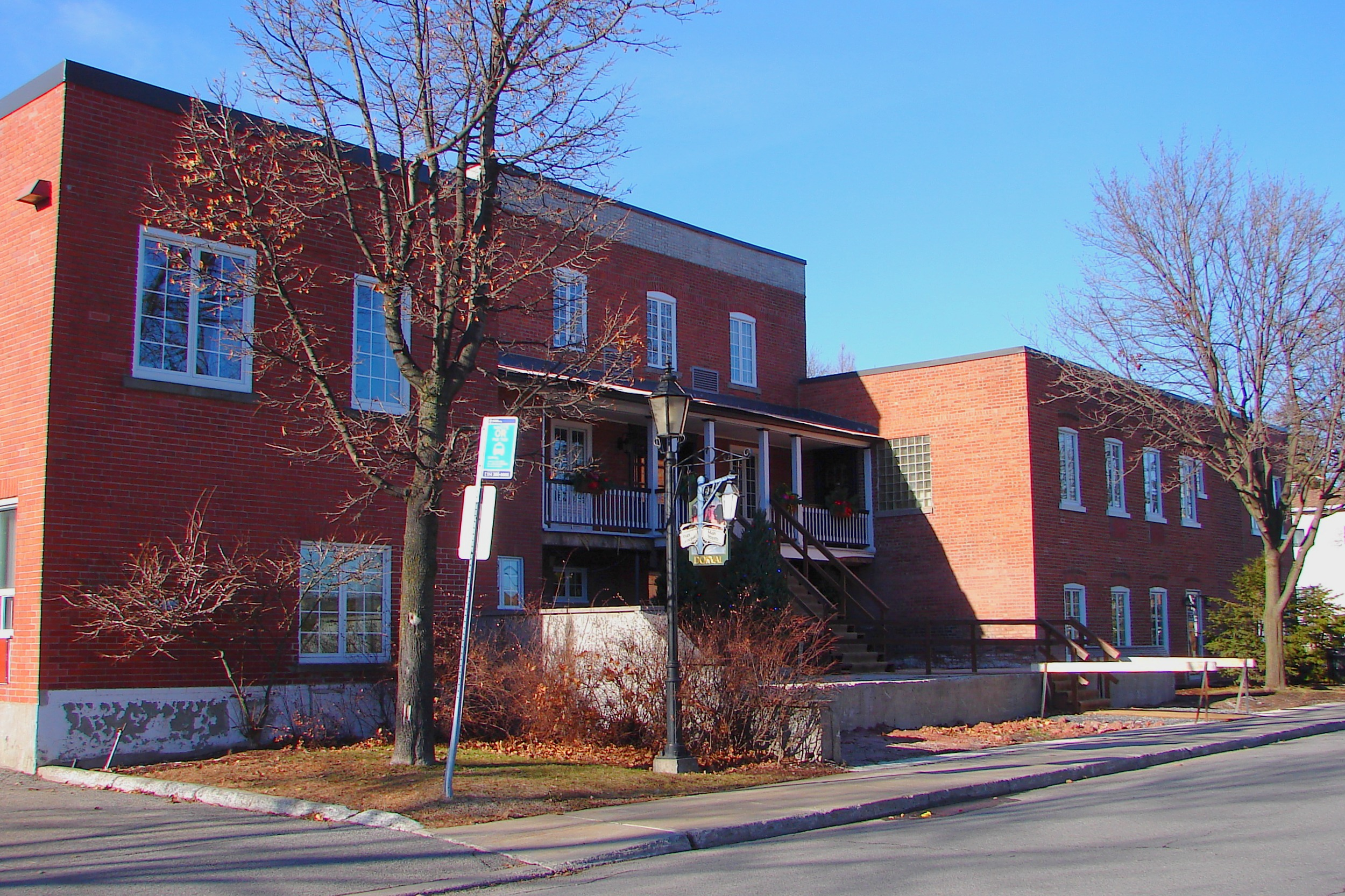
Ратуша

Дорваль (фр. Dorval) — город на юго-западе провинции Квебек (Канада), в западной части острова Монреаль. Входит в состав агломерации Большой Монреаль, хотя административно не подчинён городу Монреаль. Население в 2004 году составляло 19706 человек.
История Дорваля насчитывает более 300 лет. В 1665 сульпицианцы основали миссию в окрестностях будущего Виль-Мари (старый Монреаль). Изначально поселение называлось Жантийи (Gentilly), но позднее было переименовано в Явление Девы Марии (Présentation-de-la-Vierge-Marie) и в конце концов в Дорваль.
1 января 2002 Дорваль был присоединён к городу Монреаль, однако уже 20 июня 2004 года был вновь выделен в самостоятельный город. Выделение вступило в силу с 1 января 2006 года.
В Дорвале расположен Международный аэропорт имени Пьера Эллиота Трюдо — единственный пассажирский аэропорт Монреаля.